# Falsotoclinius sehnali
Falsotoclinius sehnali är en skalbaggsart som beskrevs av Keith 2007. Falsotoclinius sehnali ingår i släktet Falsotoclinius och familjen Melolonthidae. Inga underarter finns listade i Catalogue of Life.